# Zachenberg

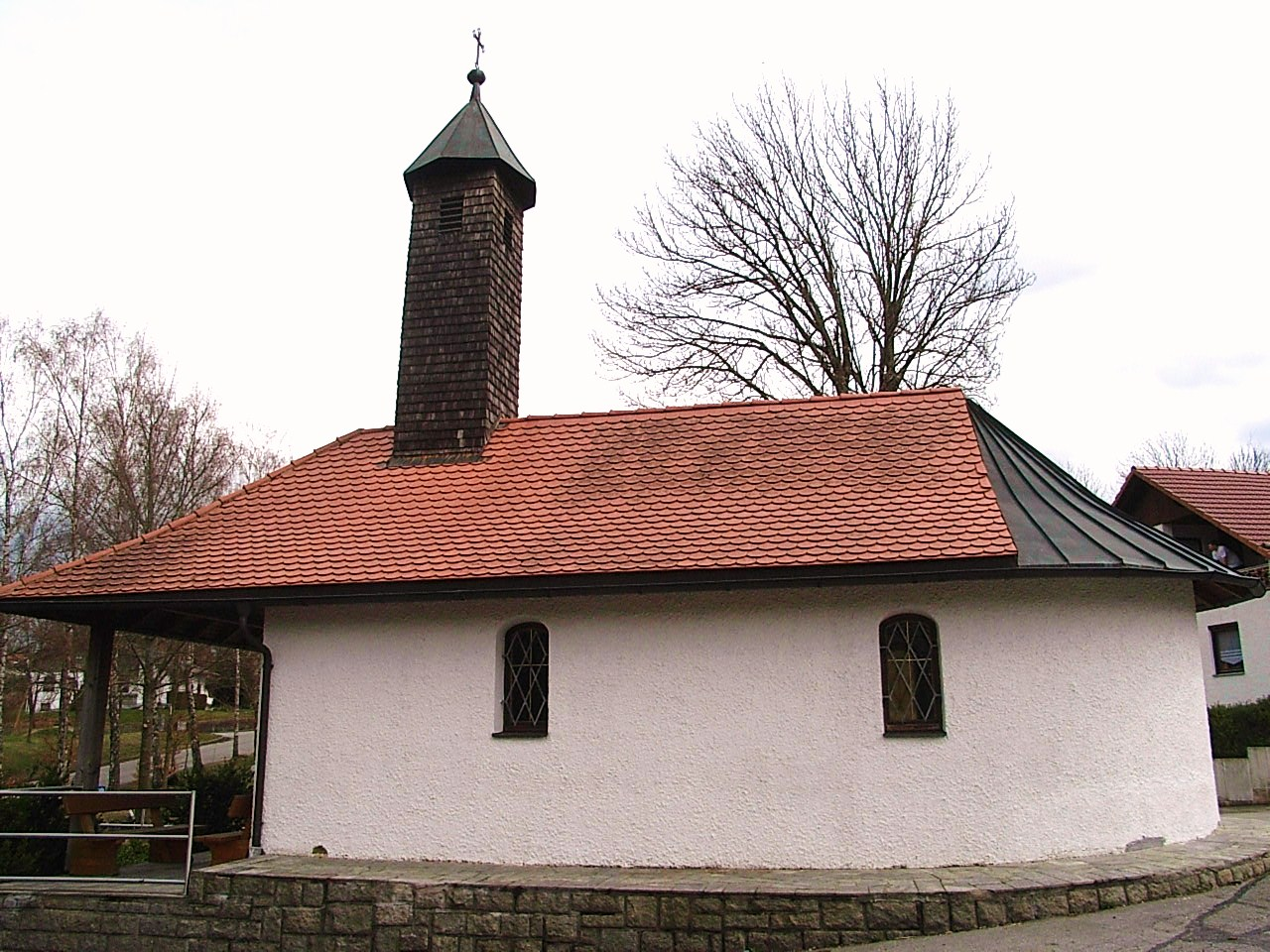
Die Dorfkapelle in Zachenberg

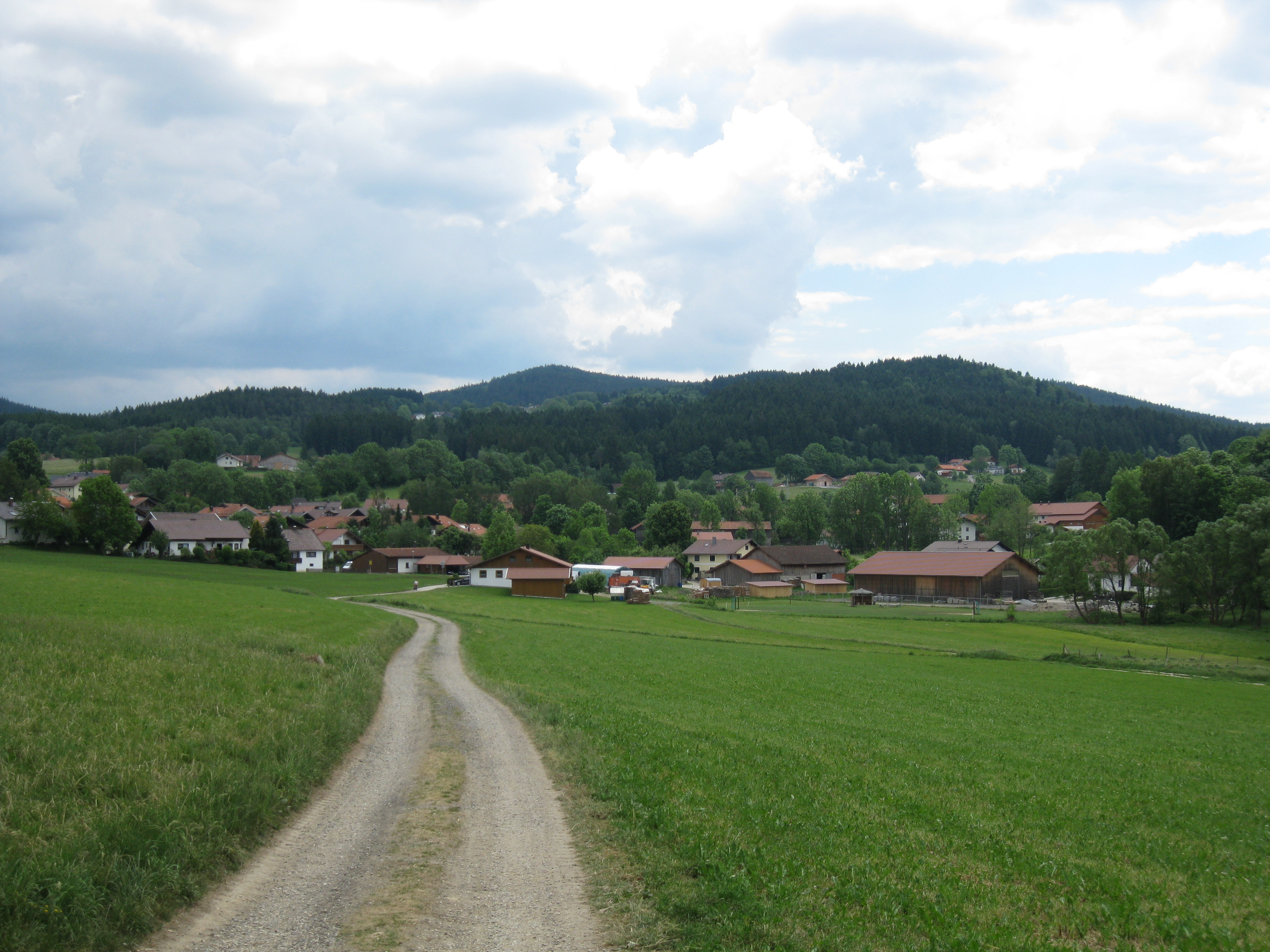
Blick auf Zachenberg

Zachenberg ist eine Gemeinde im niederbayerischen Landkreis Regen. Sie ist Mitglied der Verwaltungsgemeinschaft Ruhmannsfelden.

## Geografie

### Geografische Lage
Zachenberg liegt in der Region Donau-Wald im Teisnachtal inmitten des Bayerischen Waldes am Nordfuß des Einödriegels (1121 m) und am Pfahl, etwa 17 km südöstlich von Viechtach, zwölf km westlich der Kreisstadt Regen sowie 18 km nördlich von Deggendorf (A 92). Auf Gemeindegebiet befinden sich zwei Bahnhöfe der Waldbahn in Gotteszell und Triefenried. Diese bieten eine stündliche Verbindungen mit Plattling und Bayerisch Eisenstein.

### Gemeindegliederung
Es gibt 37 Gemeindeteile (in Klammern ist der Siedlungstyp angegeben):
- Auerbach (Dorf)
- Auhof (Dorf)
- Bruckberg (Weiler)
- Bruckhof (Weiler)
- Brumbach (Einöde)
- Eckersberg (Weiler)
- Fratersdorf (Weiler)
- Furth (Dorf)
- Gaisruck (Weiler)
- Giggenried (Dorf)
- Gotteszell (Dorf)
- Göttleinsberg (Weiler)
- Gottlesried (Dorf)
- Haberleuthen (Weiler)
- Hafenried (Einöde)
- Hasmannsried (Einöde)
- Hausermühle (Einöde)
- Hinterdietzberg (Weiler)
- Hochau (Weiler)
- Kirchweg (Dorf)
- Kleinried (Dorf)
- Klessing (Einöde)
- Köckersried (Dorf)
- Lämmersdorf (Dorf)
- Leuthen (Weiler)
- Lobertsried (Weiler)
- Muschenried (Dorf)
- Ochsenberg (Dorf)
- Pointmannsgrub (Einöde)
- Reisachmühle (Einöde)
- Triefenried (Dorf)
- Vorderdietzberg (Weiler)
- Wandelmühle (Einöde)
- Weichselsried (Weiler)
- Wolfsberg (Einöde)
- Zachenberg (Dorf)
- Zierbach (Dorf)

Es gibt nur die Gemarkung Zachenberg.

## Geschichte

### Bis zur Gemeindegründung
Der Ort ist in einer Urkunde des Klosters Oberalteich aus dem Jahre 1274 als Zaekkenperg ersturkundlich genannt. Es liegt der bajuwarische Personenname Zacco zugrunde, der ein Edelmann war (nobilis Viri Zacchonis) und im 12. Jahrhundert sein Gut dem Kloster Oberalteich geschenkt hat.
Zachenberg gehörte zum Rentamt Straubing und zum Landgericht Viechtach des Kurfürstentums Bayern. Das Kloster Gotteszell besaß hier bis zu seiner Aufhebung im Jahr 1803 die Niedere Gerichtsbarkeit über seine einschichtigen Untertanen (offene Hofmark). Im Zuge der Verwaltungsreformen im Königreich Bayern entstand mit dem Gemeindeedikt von 1818 die Gemeinde.

### Einwohnerentwicklung
Zwischen 1988 und 2018 wuchs die Gemeinde von 2023 auf 2069 um 46 Einwohner bzw. um 2,3 %.
| Jahr | Einwohner |
| ---- | --------- |
| 1961 | 1873      |
| 1970 | 1963      |
| 1987 | 2046      |
| 1991 | 2103      |
| 1995 | 2072      |
| 2000 | 2097      |
| 2005 | 2132      |
| 2010 | 2139      |
| 2015 | 2073      |
| 2023 | 2093      |

## Politik

### Gemeinderat
Die Kommunalwahlen seit 2014 erbrachten folgende Sitzverteilungen:
| Partei/Liste                         | Kommunalwahlen 2020 | Kommunalwahlen 2014 |
| ------------------------------------ | ------------------- | ------------------- |
| CSU                                  | 6                   | 6                   |
| Freie Wählergemeinschaft Zachenberg  | 5                   | 5                   |
| Freie Wählergemeinschaft Triefenried | 3                   | 3                   |
| Gesamt                               | 14                  | 14                  |

### Bürgermeister
Erster Bürgermeister ist Hans Dachs (CSU). In der Stichwahl zu den Kommunalwahlen in Bayern 2020 setzte sich dieser am 29. März 2020 mit 53,4 Prozent gegen Regina Penn (FWG Tiefenried) durch.
Von 2008 bis 2020 amtierte Michael Dachs (FWG Triefenried) als Erster Bürgermeister.

### Wappen
| Wappen von Zachenberg | Blasonierung: „Über goldenem Dreiberg gespalten, vorne von Rot und Silber gespalten, belegt mit einem goldenen Balken, hinten in Rot ein in drei Reihen von Blau und Silber gerauteter Balken.“ |
| Wappen von Zachenberg | Wappenführung seit 1985 |

## Kultur und Sehenswürdigkeiten

### Baudenkmäler
In Zachenberg gibt es keine Kirche, jedoch einige Kapellen.

### Denkmal für den ermordeten Zwangsarbeiter Jozef Trzeciak

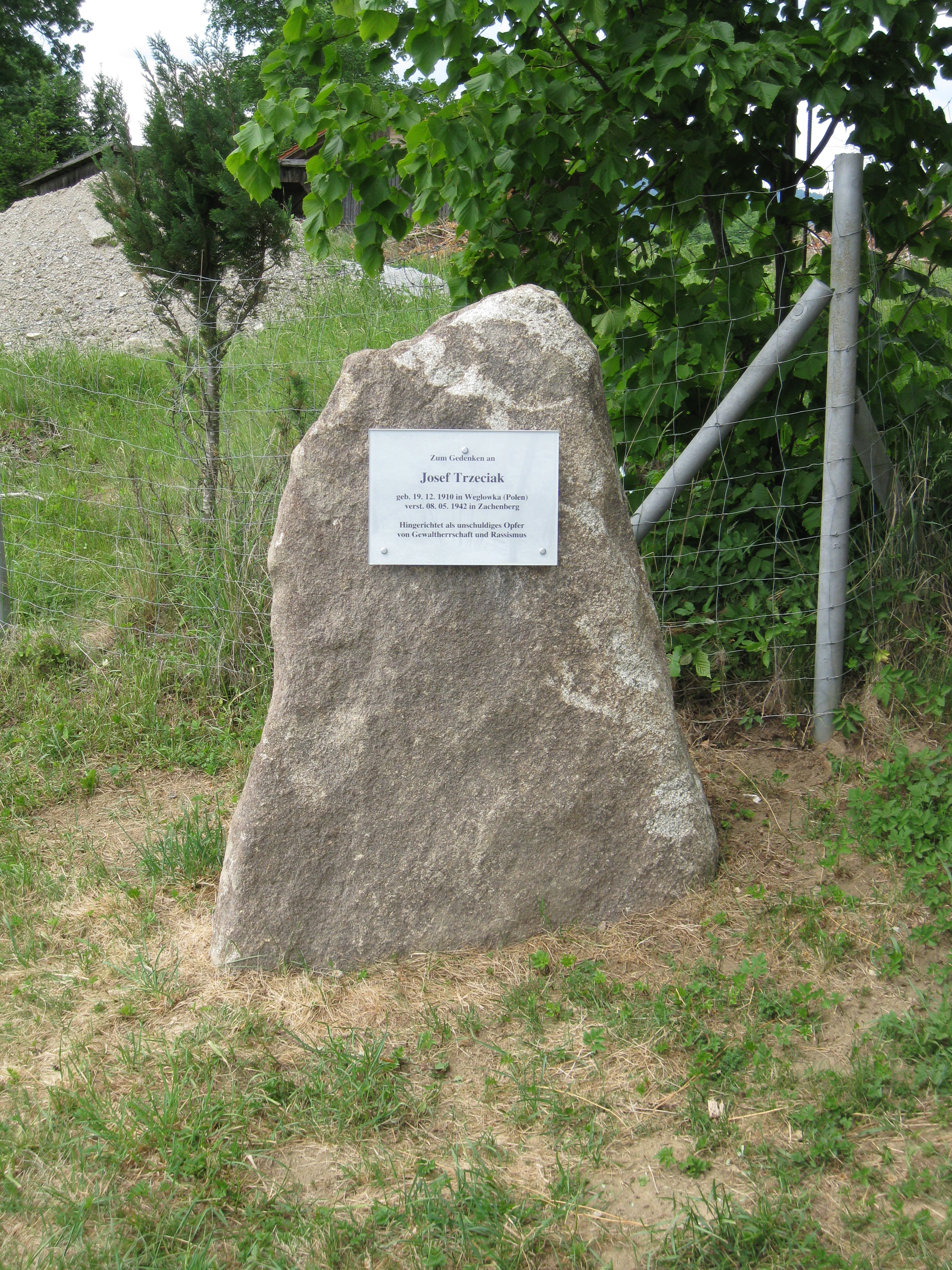
Gedenkstein für Josef Trzeciak; die Inschrift lautet: Hingerichtet als unschuldiges Opfer von Gewaltherrschaft und Rassismus

Am 8. Mai 2012, dem 70. Jahrestag der Hinrichtung des polnischen Zwangsarbeiters Józef Trzeciak wurde in unmittelbarer Nähe des Hinrichtungsortes ein Gedenkstein enthüllt.
Jozef Trzeciak war als Zwangsarbeiter einem Bauernhof in der Gemeinde Zachenberg zugeteilt worden. Es entwickelte sich eine Liebesbeziehung zu einer 16-jährigen Enkelin des Bauern, der den Hof besaß. Jozef Trzeciak wurde deswegen gehängt, das Mädchen kam zeitweise in ein Konzentrationslager.
Der Gedenkstein in Zachenberg ist der erste Gedenkstein für einen hingerichteten polnischen Zwangsarbeiter. In Niederbayern und der Oberpfalz hat Thomas Muggenthaler in seinem Buch Verbrechen Liebe insgesamt 22 solcher Verbrechen dokumentiert.

### Buswartehobel

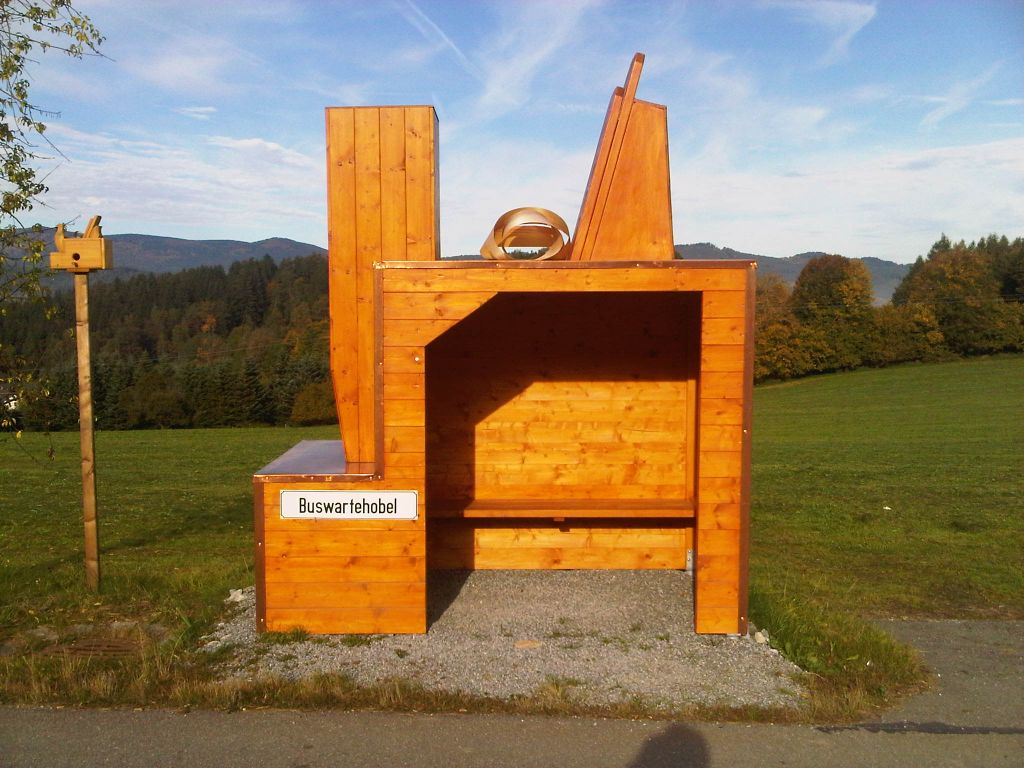
Buswartehobel

Kurz nach dem Ortsausgang von Zachenberg in Richtung Köckersried wurde ein altes Wartehäuschen von einem ortsansässigen Schreiner so umgestaltet, dass es nun unter dem Namen Buswartehobel die Form eines Hobels besitzt. Es ist weltweit das einzige Hobelwartehäuschen.

## Wirtschaft und Infrastruktur

### Wirtschaft einschließlich Land- und Forstwirtschaft
1998 gab es nach der amtlichen Statistik im produzierenden Gewerbe 76 und im Bereich Handel und Verkehr keine sozialversicherungspflichtig Beschäftigte am Arbeitsort. Sozialversicherungspflichtig Beschäftigte am Wohnort gab es 709. Im verarbeitenden Gewerbe gab es keinen, im Bauhauptgewerbe einen Betrieb. Zudem bestanden im Jahr 1999 89 landwirtschaftliche Betriebe mit einer landwirtschaftlich genutzten Fläche von 1265 ha, davon waren 215 ha Ackerfläche und 1050 ha Dauergrünfläche.

### Verkehr
Im Gemeindeteil Gotteszell Bahnhof liegt der nach der näher gelegenen Nachbargemeinde benannte Bahnhof an der Bahnstrecke Plattling – Zwiesel – Bayerisch Eisenstein. Er wird im Stundentakt bedient. Seit 1928 zweigt in Gotteszell die Strecke Richtung Viechtach der Regentalbahn AG ab. Diese führte bis 1991 weiter nach Blaibach, wo sie Anschluss an die Bahnstrecke Cham–Bad Kötzting hatte.
Unweit der Gemeinde verläuft die Bundesstraße 11 zwischen Patersdorf und Deggendorf.